# 李振成間諜案
李振成間諜案是指前美國中央情報局員工李振成涉嫌向中國洩密，導致多名美國情報人員身份曝光，而被中國政府拘留及處決的案件。

## 案情

### 背景
李振成（英語：Jerry Chun Shing Lee）出生於香港，並於擁有美國國民身份。在1982至1986年曾於美軍陸軍服役。1992年從夏威夷太平洋大學畢業獲得國際商業管理學士學位，1993年獲得人力資源管理碩士學位。
在1994年至2007年於美國中央情報局工作，擔任駐海外情報人員，工作內容包括招募臥底線人、訓練臥底。。2007年辭職後，李振成回到香港在日本煙草公司JTI擔任調查員，因知道的多宗案件均告吹，被上級懷疑向調查對象的中國官員泄露調查情況。最終李於2009年被辭退。據李的前同事憶述，李經常談及渴望賺取更多金錢。因此當公司發現線人費被虧空時，便開始懷疑李振成。
2010年與一名前香港警察張錦倫開設名為昊天國際有限公司 (FTM International Limited)的調查公司，公司創立後3日李即辭任董事，改由其妻子擔任董事。該公司於2014年9月解散。
李振成亦曾受僱於雅詩蘭黛公司。直至被捕前，李一直擔任佳士得保安部主管。

## 洩密
2010年4月26日，兩名中國操流利廣東話的國家安全部情報人員與李振成於深圳見面。他們聲稱了解李振成的背景，以及會向李送上10萬美元現金以和照顧他一生，以換取美方的情報。兩周後，李振成主動向中央情報局報告自己曾經與中方接觸，但沒有提及對方向他提供報酬一事。
中方透過李振成的生意夥伴張錦倫向李振成轉交多個包含任務內容的信封，要求李振成透露中央情報局的敏感資料。

## 調查與拘捕
2012年1月23日，有美國情報人員與線人在中國被拘捕和殺害，中央情報局開始懷疑李振成向中方洩密。中央情報局向李振成表示有意聘用他，引誘他回到美國。2012年6月工作面試時，李振成謊稱自己過去兩年從未到訪中國內地，並提供偽造的銀行帳單顯示銀行戶口有逾200萬港元存款。事實上公司一直虧蝕，戶口只有約7.8萬港元。李振成在美國逗留期間，美方潛入酒店房間進行搜查，找到一個中方人員給李的電話號碼，以及李振成用於向中方人員聯絡的電郵帳戶。
2012年7月李振成再次回到美國，聯邦警察再度搜查他於夏威夷的酒店房間及行李。美方搜出一本2002年日程記事簿、一本手寫筆記及一個USB隨身碟，當中記述了多個線人姓名、線人會面筆記、情報人員的工作地點及中央情報局的秘密設施。
李振成2018年1月15日在紐約市約翰·甘迺迪國際機場被拘捕，
李振成起初否認洩密，但後來承認持有的USB隨身碟含有機密訊息，但並沒有把資料交給中方。

## 審判
2019年5月1日，李振成在法院認罪，罪名為「密謀出賣國防信息來幫助外國政府」。2019年11月22日，李振成被判19年監禁。